# Беляевск
Беля́евск — хутор в Миллеровском районе Ростовской области.
Входит в состав Туриловского сельского поселения.

## История
По данным переписи 1926 года, на хуторе насчитывалось 7 дворов, проживало 48 жителей (23 мужчины и 25 женщин). В административном отношении находился в составе Мальчевско-Полненского сельсовета Мальчевско-Полненского района.

## Население
| 2010 |
| ---- |
| 182  |

## Улицы
- ул. Молодёжная,
- ул. Полевая,
- ул. Северная,
- ул. Центральная,
- ул. Школьная.